# Domenica Luciani
Domenica Luciani (Firenze, 13 maggio 1962) è una scrittrice italiana di libri per ragazzi. Ha vinto per tre volte il Premio Bancarellino,  nel 1997 con Cinema Segreto, nel 2000 con Vacanze al cimitero e nel 2003 con Roba dell'altro mondo.

## Biografia
È laureata in letteratura italiana e oltre a scrivere lavora anche come traduttrice dalla lingua tedesca di testi di letteratura per ragazzi. La sua produzione è principalmente rivolta a un pubblico di lettori dai 10 ai 14 anni, anche se in alcune sue opere come Che ne sarà di Ambrogino sbrodolone? il target di età è più basso. 
Nel 2000 vince il Premio Cento con Sette volte gatto
Inoltre, Luciani insegna come professoressa di storia ed italiano nel liceo linguistico internazionale nella periferia di Firenze.

## Opere
- Cinema Segreto, Giunti, 1996
- Che ne sarà di Ambrogino sbrodolone?, E.Elle, 1997
- Gundi e Lezibum. A spasso in Valmarecchia, Giunti, 1997
- Solido, liquido o gassoso?, Giunti, 1997
- Andrea & Andrea, Giunti, 1998 (scritto con il fratello Roberto Luciani)
- Sette volte gatto, Feltrinelli, 1999
- Vacanze al cimitero, Giunti, 1999
- A nostro uso e consumo. I diritti dei giovani consumatori, Giunti, 2000
- La banda dei notturni, Feltrinelli, 2000
- Tostissimo!, Feltrinelli, 2001
- Di notte sui tetti, corsari perfetti, Giunti, 2001
- Roba dell'altro mondo, Feltrinelli Kids, 2002
- Balle grosse S.p.a., Giunti (Gruppo Editoriale), 2003
- Okey dokey, sono un punk, Feltrinelli, 2003
- La scuola infernale, Feltrinelli, 2004
- Largo a Tommy Squalo!, Giunti, 2004
- Sarò la tua ombra, Giunti, 2005
- Il mio dodicesimo inverno magico, Feltrinelli, 2005
- Come creare una rock band da sballo, Giunti, 2006 (scritto con Riccardo Bertoncelli)
- Il mistero della città fantasma, Giunti, 2007
- Io non brucio, Giunti, 2008
- 2012: alieni, gatti e complotti, Giunti, 2010
- Mondo Tarocco, Feltrinelli, 2011
- Un gatto e due strambi amici, E. Elle, 2013
- Le notti Magiche di Matt, E.Elle, 2014
- Vacanze al faro maledetto, Giunti, 2016
- Nove volte gatto, Salani, 2023